# Robert Bieri
Robert Bieri (* 31. Januar 1945 in Zürich) ist ein Schweizer Mathematiker und emeritierter Hochschullehrer an der Goethe-Universität Frankfurt am Main. Bieri ist seit 2010 Gastprofessor der Binghamton University.
Bieri wurde 1972 bei Beno Eckmann an der ETH Zürich promoviert (Gruppen mit Poincaré-Dualität). Er befasst sich mit geometrischen, topologischen und homologischen Methoden in der Gruppentheorie.
In gemeinsamer Arbeit mit Eckmann führte er das Konzept der Poincaré-Dualität für Gruppen ein und klassifizierte auflösbare Gruppen mit Poincaré-Dualität. Er führte mit Eckmann eine Verallgemeinerung (Gruppen mit homologischer Dualität) ein. Mit John R. J. Groves führte er auch früh Konzepte der Tropischen Geometrie in die Gruppentheorie ein (als Pionier der Tropischen Geometrie gilt George Bergman mit einer Arbeit von 1971). 1980 führte er mit Ralph Strebel die geometrische Invariante {\displaystyle \Sigma (G)} für metabelsche Gruppen G ein, was er 1987 mit Walter David Neumann und  Ralph Strebel auf eine weitere Klasse von Gruppen verallgemeinerte (Bieri-Neumann-Strebel-Invariante).

## Schriften (Auswahl)
Soweit nicht in den Einzelnachweisen erwähnt.
- Normal subgroups in duality groups and in groups of cohomological dimension 2. In: Journal of Pure and Applied Algebra. Band 7, 1976, S. 35–51.
- A connection between the integral homology and the centre of a rational linear group. In: Mathematische Zeitschrift. Band 170, 1980, S. 263–266.
- mit John R. J. Groves: Metabelian groups of type FPm are virtually of type FP. In: Proceedings of the London Mathematical Society. Band 45, 1982, S. 365–384.
- mit Burkhardt Renz: Valuations on free resolutions and higher geometric invariants of groups. In: Commentarii Mathematici Helvetici. Band 63, 1988, S. 464–497.
- mit Ross Geoghegan: Connectivity properties of group actions on non-positively curved spaces. In: Memoirs of the AMS. 765, 2003.
- mit Ross Geoghegan: Limit sets for modules over groups on CAT(0) spaces – from the Euclidean to the hyperbolic. In: Proceedings of the London Mathematical Society. Band 112, 2016, S. 1059–1102.